# Aeroportul Vilyuisk
Aeroportul Vilyuisk (IATA: VYI, ICAO: UENW) este un aeroport din Iacutia, Rusia ce deservește zona Viliuisk⁠(d). Aeroportul a fost tranzitat în 2017 de 4.639 de pasageri. A fost deschis în 1938.
Situat la o altitudine de 110 m, aeroportul dispune de o singură pistă.